# 남재
남재(南在, 1351년 ~ 1419년)는 고려말의 문신이자 조선의 개국 공신으로, 본명은 겸(謙), 자는 경지(敬之), 호는 귀정(龜亭), 시호는 충경(忠景), 본관은 의령이다. 목은 이색의 문인이다. 동생은 남은(南誾), 아들은 남경문(南景文), 며느리는 참의(參議) 방순(方恂)의 딸 숙녕택주 온양 방씨(溫陽 方氏)이고, 손자는 좌의정을 지낸 남지(南智)와 남간, 남휘이며, 고손자는 남이 장군이다. 조선 태종 때 영의정에 올랐고, 종묘의 태조실에 배향됨으로써 종묘배향공신이 되었다. 본명은 겸(謙)이었다가 뒤에 태조 이성계의 뜻에 따라 재(在)로 바꾸었다. 

## 생애
아버지는 남을번이고 어머니는 최강(崔茳)의 딸이다. 본명은 남겸(南謙)이다. 이색의 제자로 학문을 배웠으며, 고려조에 진사에 급제하여 좌부대언까지 지냈다. 정몽주, 정도전, 조준 등과 친하게 지냈으며, 이후 동생 남은과 함께 이성계를 추대하여 개국에 힘썼다. 한편 그의 삼촌 남을진, 스승 이색, 동문 정몽주 등은 역성혁명에 반대하였다. 1392년 7월 이성계가 조선을 건국하자, 건국 직후 그는 포상을 피하여 지방에 있었는데, 태조가 찾아내어 '재'라는 이름을 하사하였고 개국 1등 공신으로 중추원 학사에 대사헌을 겸하게 하여 의성군에 봉했다. 1394년 3월 참찬문하부사가 되었다.
조선 건국 직후 그는 상을 받기를 원치 않아 피해 있었다. 그러나 태조는 사방을 수소문하여 그를 찾았다. 그를 찾아낸 후 이성계는 그가 별탈없이 건강함을 기뻐하여 재(在)라 하였다. 선기무기무양상재!(善其無恙尙在!)라 하고 여기서 따서 지은 것이다. 이에 대하여 그는 자신의 자(字)를 경지(敬之)라 하였는데, 경은 경군사(敬君賜)라는 뜻으로 태조의 은혜에 대한 감사함을 표한 것이다.
1396년(태조 5) 도병마사에 임명되어 쓰시마섬(對馬島)을 정벌을 정벌하고 돌아왔다. 정도전의 급진적인 개혁정책에 염증을 느끼고 정도전 및 그와 친분이 있는 동생 남은과도 거리를 두었고, 제1차 왕자의 난 때 살아남을 수 있었다. 1401년 태종이 왕위에 오르자 조준과 함께 세자를 가르쳤다. 벼슬이 영의정에까지 올랐으며 경제에 밝고 산술을 잘하여 당시 '남산'이라 하였다.
그리고 우의정, 좌의정을 거쳐 영의정에 올랐다.

## 사후
구정남재묘역(龜亭南在墓域)은 경기도 남양주시 별내면 화접리에 있다. 2002년 9월 16일 경기도의 문화재자료 제114호로 지정되었다.

## 가족 관계
- 할아버지 : 남천로(南天老), 지영광군사(知靈光郡事)
- 할머니 : 함양박씨(咸陽朴氏), 중랑장 박종(朴琮)의 딸
  - 숙부 : 남을진(南乙珍, 1331년 ~ 1393년/1400년)
  - 숙부 : 남을경(南乙敬 또는 南乙卿[2])
- 아버지 : 남을번(南乙蕃, 1320년(?) ~ 1395년 2월 13일), 검교시중(檢校侍中)
- 어머니 : 최강(崔茳)의 딸
  - 동생 : 남은(南誾, 1354년 ~ 1398년 10월 6일(음력 8월 26일)
  - 동생 : 남지(南贄, ? - 1398년) - 우상절도사(右廂節度使)
- 부인 : 변한국대부인 파평 윤씨 - 윤호(尹虎)의 차녀[3]
  - 아들 : 남경문(南景文, 1370년 ~ 1395년/1403년) - 증 영의정부사에 추증
  - 며느리 : 숙녕택주(淑寧宅主) 온양 방씨(溫陽 方氏) - 판전교시사(判典校侍事) 방순(方恂)의 딸
    - 손자 : 남지(南智, 1392년 ~ 1454년)
    - 손자 : 남휘(南暉, ? ~ 1454년), 의산위, 정선공주의 남편
    - 손자 : 남간(南簡, 1400년 ~ 1440년)
- 처부 : 윤호(尹虎) - 조선 개국공신

## 남재가 등장한 작품
- 《용의 눈물》 (KBS, 1996년~1998년, 배우:손호균)
- 《태종 이방원》 (KBS, 2021년~ 배우:박칠용)

## 기타
아들 남경문은 봉정대부 병조의랑을 지내고 26세로 요절하였으나, 손자 남휘는 태종의 딸 정선공주(貞善公主)와 결혼하여 부마가 되었다.

## 같이 보기
- 남지
- 남곤
- 남은
- 정도전
- 조준
- 심덕부

| 전임 하륜 | 조선의 영의정 1407년 8월 10일 - ??? | 후임 이거이 |

| 전임 심덕부 | 제3대 조선 좌의정 1414년 - 1415년 | 후임 하륜 |